# Parklive
Parklive é o terceiro álbum ao vivo da banda britânica de rock Blur, lançado em 2012.
Gravado em Londres durante os Jogos Olímpicos de Verão de 2012, o título do projeto foi inspirado no álbum Parklife, de 1994. O repertório abrangeu canções de todos os álbuns inéditos da banda.
A versão digital foi lançada antes da física, na iTunes Store. O DVD, com o show em vídeo, foi liberado em dezembro do mesmo ano. As críticas da mídia especializada foram positivas para Parklive.

## Faixas

### Disco 1
1. "Girls & Boys" – 5:07 (de Parklife)
2. "London Loves" - 3:32 (de Parklife)
3. "Tracy Jacks" - 4:26 (de Parklife)
4. "Jubilee" - 3:00 (de Parklife)
5. "Beetlebum" - 6:00 (de Blur)
6. "Coffee & TV" – 4:58 (de 13)
7. "Out of Time" – 4:42 (de Think Tank)
8. "Young and Lovely" - 5:12 (do single Chemical World)
9. "Trimm Trabb" – 5:28 (de 13)
10. "Caramel" – 5:04 (de 13)
11. "Sunday Sunday" – 3:34 (de Modern Life Is Rubbish)
12. "Country House" – 4:28 (de The Great Escape)
13. "Parklife" – 3:44 (de Parklife)

### Disco 2
1. "Colin Zeal" - 3:18 (de Modern Life Is Rubbish)
2. "Popscene - 3:50 (single)
3. "Advert" - 4:28 (de Modern Life Is Rubbish)
4. "Song 2" – 2:50 (de Blur)
5. "No Distance Left to Run" – 3:57  (de 13)
6. "Tender" – 9:09  (de 13)
7. "This Is a Low" - 7:58 (de Parklife)
8. "Sing" - 5:49 (de Leisure)
9. "Under the Westway" (single) / Commercial Break (de Modern Life Is Rubbish) - 6:33
10. "End of a Century" - 3:39 (de The Great Escape)
11. "For Tomorrow" - 6:42 (de Modern Life Is Rubbish)
12. "The Universal" - 4:45 (de The Great Escape)